# Henri Van Massenhove

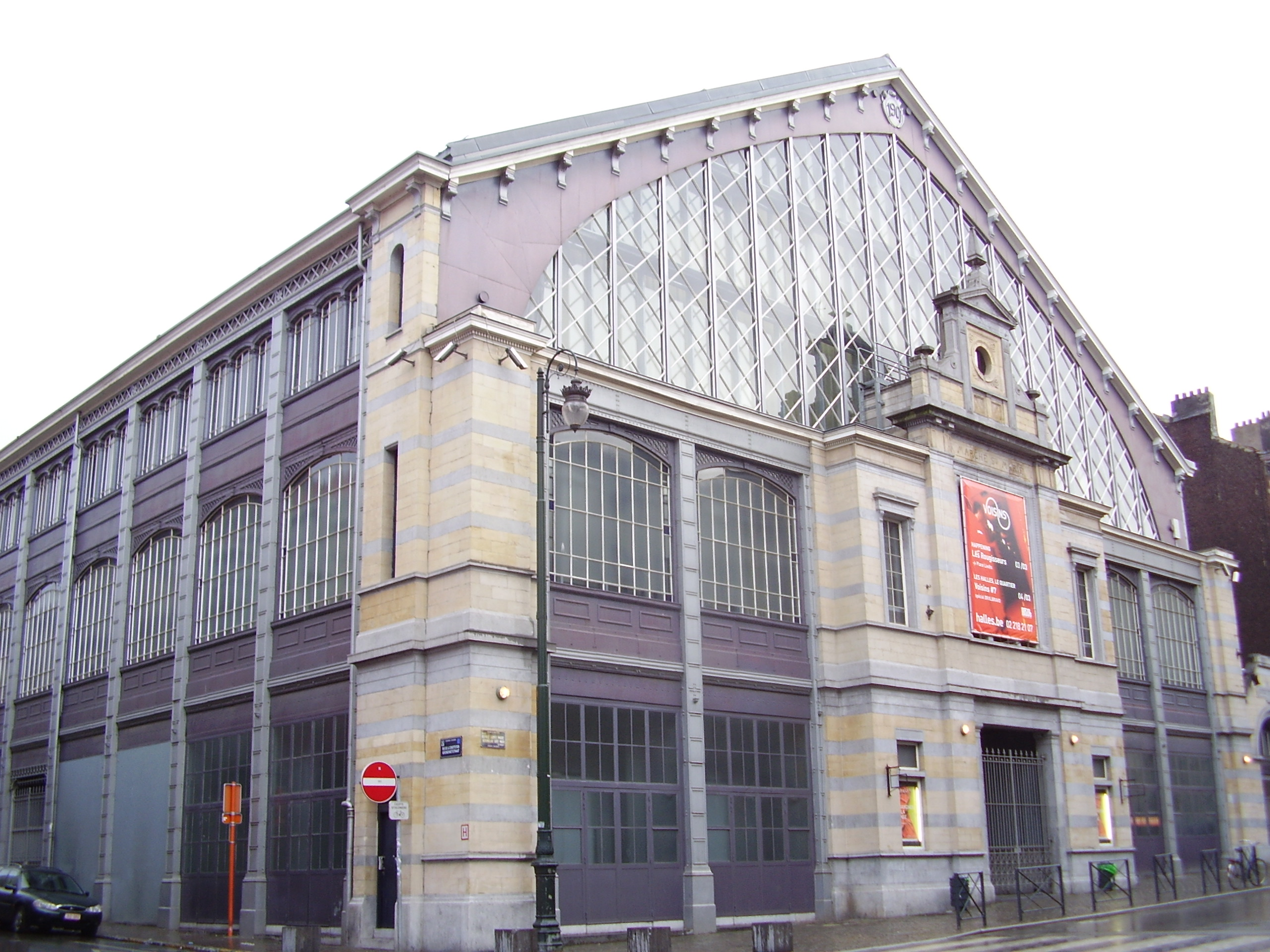
Les Halles de Schaerbeek (1901)

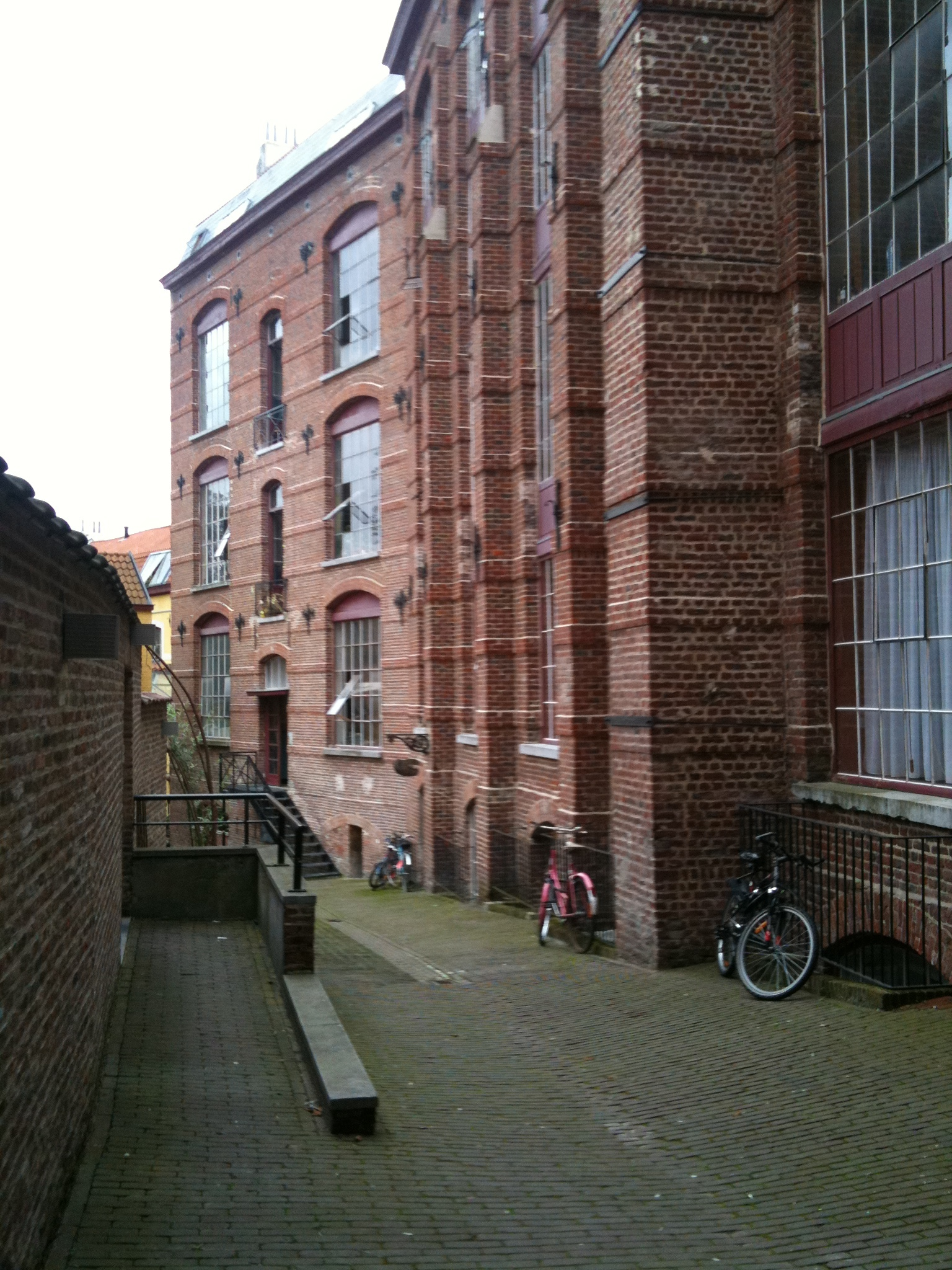
Les Ateliers Mommen à Saint-Josse-ten-Noode, en collaboration avec Ernest Hendrickx

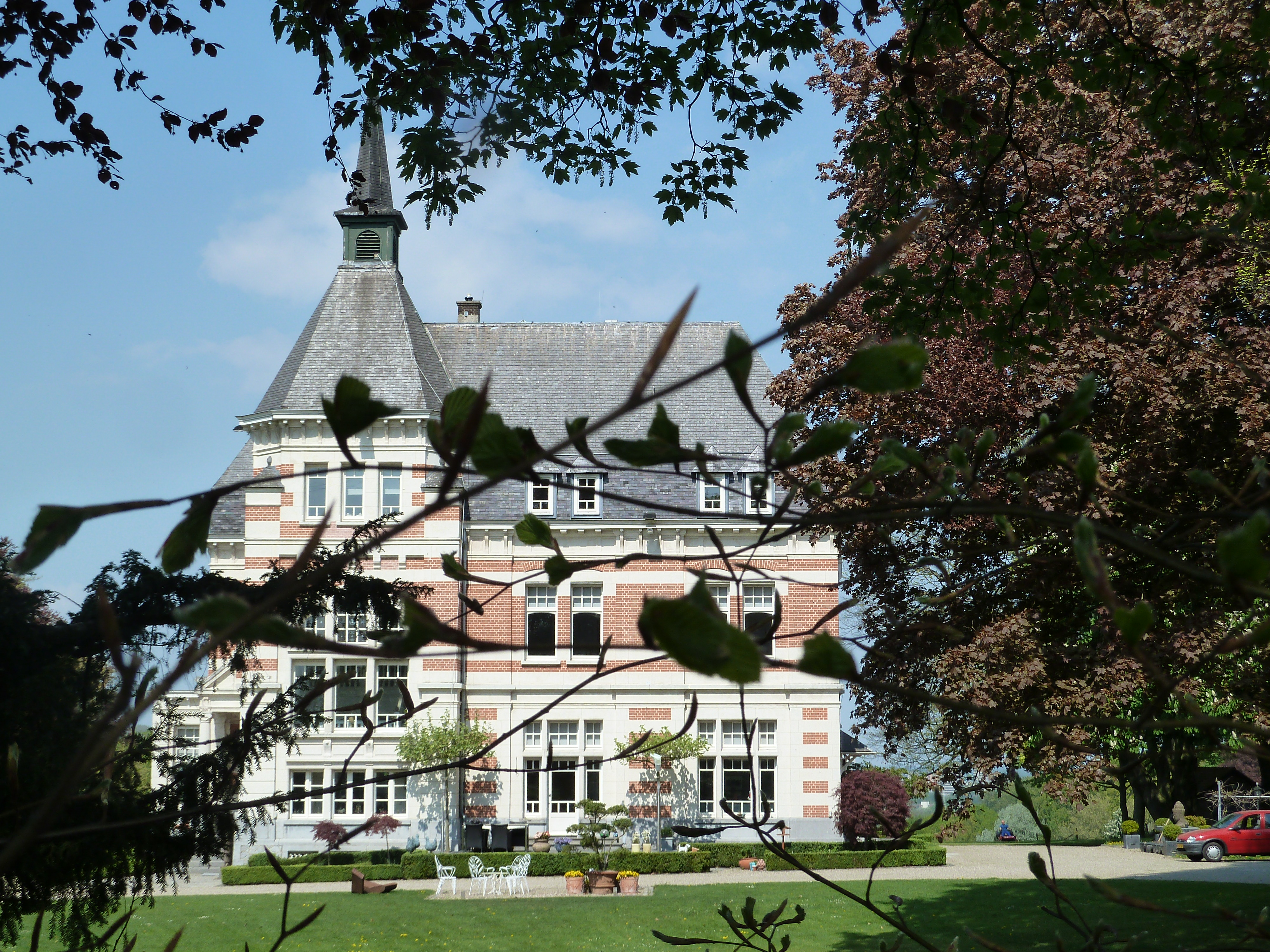
Villa Imstenrade (1908), Heerlen, Pays-Bas

Henri Van Massenhove, né à Saint-Trond en 1860 et décédé à Saint-Josse-ten-Noode en 1934, est un architecte belge.

## Biographie
D'abord formé à l'Académie royale des beaux-arts de Bruxelles (promotion 1885), Henri Van Massenhove entre dès 1889 dans l'atelier de Henri Beyaert.
Il s'installe par la suite à Saint-Josse-ten-Noode où il ouvre son propre atelier rue de Liedekerke.
Au début du vingtième siècle, il participait activement au mouvement pour renouveler l'inspiration de l'Art nouveau à Bruxelles, bien qu'il soit resté lui-même fidèle à l'éclectisme.
Il fut l'un des participants à l’Exposition internationale de Bruxelles de 1897.
Il créera aux côtés de Paul Hankar un pavillon à l'Exposition universelle de Bruxelles de 1910.
Il collabora quelque temps avec l'architecte d'origine allemande Guillaume Low.
L'œuvre la plus connue de Van Massenhove reste les Halles de Schaerbeek construites en 1901 avec l'aide du constructeur Bertaux pour réaliser les structures métalliques.
Henri Van Massenhove est avant tout un constructeur de maisons privées, de ces typiques maisons bruxelloises aux styles éclectiques et variés, il est un de ceux qui ont créé le décor désormais familier des rues de Bruxelles, du moins dans ces quartiers qui ont échappé à la bruxellisation.

## Ses écrits
Il est l'auteur avec son ami Guillaume Low, d'un ouvrage consacré à l'architecture moderne :
- Henri Van Massenhove et Guillaume Löw, Les Maisons Modernes, éditions Constant Baune, Bruxelles, 1901.

## Ses réalisations
- 1887 : rue Goffart 107, 109, 111, trois maisons bourgeoises de style néo-Renaissance flamande.
- 1892 : Institut chirurgical de Bruxelles du docteur Adolphe Delétrez, square Marie-Louise 58-59-60, 61 et rue Boduognat 8, 12, 12a, 12b, 12c.
- 1893 : rue Joseph Dekeyn 12, 16, deux maisons de type éclectique.
- 1893 : rue Verbist 15, 17, deux maisons avec bâtiment arrière destiné à un commerce de bière.
- 1894 : avenue Georges Petre 25, 27, 29, 31, 33, 35, 37, 39, 41, 43, petites maisons de style éclectique.
- 1894 : les ateliers Mommen, rue de la Charité en collaboration avec Ernest Hendrickx.
- 1894 : square Marie-Louise 42 et 43, deux maisons de style Renaissance flamande.
- 1894 : square Marie-Louise 47, maison de style éclectique.
- 1894 : avenue de la Brabançonne 7, ancienne maison personnelle de l'architecte.
- 1894 (ou peu après) : rue du Grand Duc, 2 et 4[3].
- 1895 : rue Confédérés 8, 10-10a, deux maisons semblables de style éclectique.
- 1895: square Ambiorix 12, 13 : deux maisons de style éclectique, de deux niveaux sous toit mansardé.
- 1895 : avenue Michel-Ange 43, 45, deux maisons jumelles de style éclectique.
- 1895 : boulevard Clovis 2a, maison de style éclectique, de composition asymétrique.
- 1896 : avenue de la Brabançonne 47, maison de style éclectique.
- 1896 : avenue de la Brabançonne 49, habitation personnelle de l'architecte Henri Van Massenhove, maison de style éclectique.
- 1896 : square Marie-Louise 73, maison de style éclectique.
- 1896 : rue des Liégeois 2a et 4, deux maisons similaires de style éclectique.
- 1896 : rue Stevin 194, 196, deux maisons de style éclectique.
- 1897 : square Ambiorix 16, maison de style éclectique.
- 1897 : rue Le Titien 30-32, 34, 36, 38, 40, cinq maisons contiguës de style éclectique.
- 1898 ; square Marguerite 33, maison néoclassique.
- 1898 : rue des Confédérés 21, 23, deux maisons de style néoclassique.
- 1898 : rue John Waterloo Wilson 76, 78, deux maisons de style éclectique.
- 1898 : avenue Jef Lambeaux, 18, maison éclectique.
- 1898: rue de la  Consolation. 85, 87, deux maisons jumelles de style éclectique.
- 1899 : rue Franklin 118 et 120, style néo-Renaissance flamande.(attribution)
- 1900 : rue Tenbosch 50
- 1900 : rue Le Titien 26-28, style néo-Renaissance flamande.
- 1900 : rue Franklin 122, maison de style éclectique.
- 1901 : les Halles de Schaerbeek.
- 1901 : rue Charles Quint 95 et 97, deux maisons de style éclectique.
- 1901 : Square Ambiorix 9 et rue de Pavie 1, hôtel particulier (démoli), pour la veuve du Général Sterckx.
- 1902 : projet non retenu pour la nouvelle École militaire.
- 1902 : rue John Waterloo Wilson 4, maison de style éclectique.
- 1903 : rue Edmond de Grimberghen (Molenbeek), maison de Monsieur Plâte, avec ornement en sgraffito de style Renaissance par Gabriel Van Dievoet.
- 1904 : Cité Albert, rue de Nancy 37-39, immeuble plurifamilial de style éclectique.
- 1905 : rue de Gravelines 49-53, angle du boulevard Clovis, grand immeuble de style éclectique.
- 1906 : rue de Gravelines 47, maison de style éclectique.
- 1908 : Villa Imstenrade, Heerlen (Pays-Bas).
- 1909 : chaussée de Roodebeek 270 à Woluwe-Saint-Lambert (Bruxelles), villa de style "cottage" pour le peintre Constant Montald.
- 1911 : avenue Louise 208, hôtel Van Nerom de style Beaux-Arts.
- 1912 : rue Charles Degroux 82, maison de maître de style beaux-arts.